# Fobos

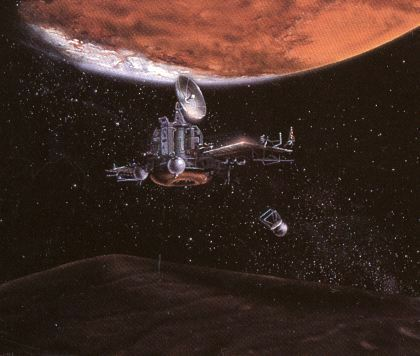
Künstlerische Darstellung der Marssonde Fobos

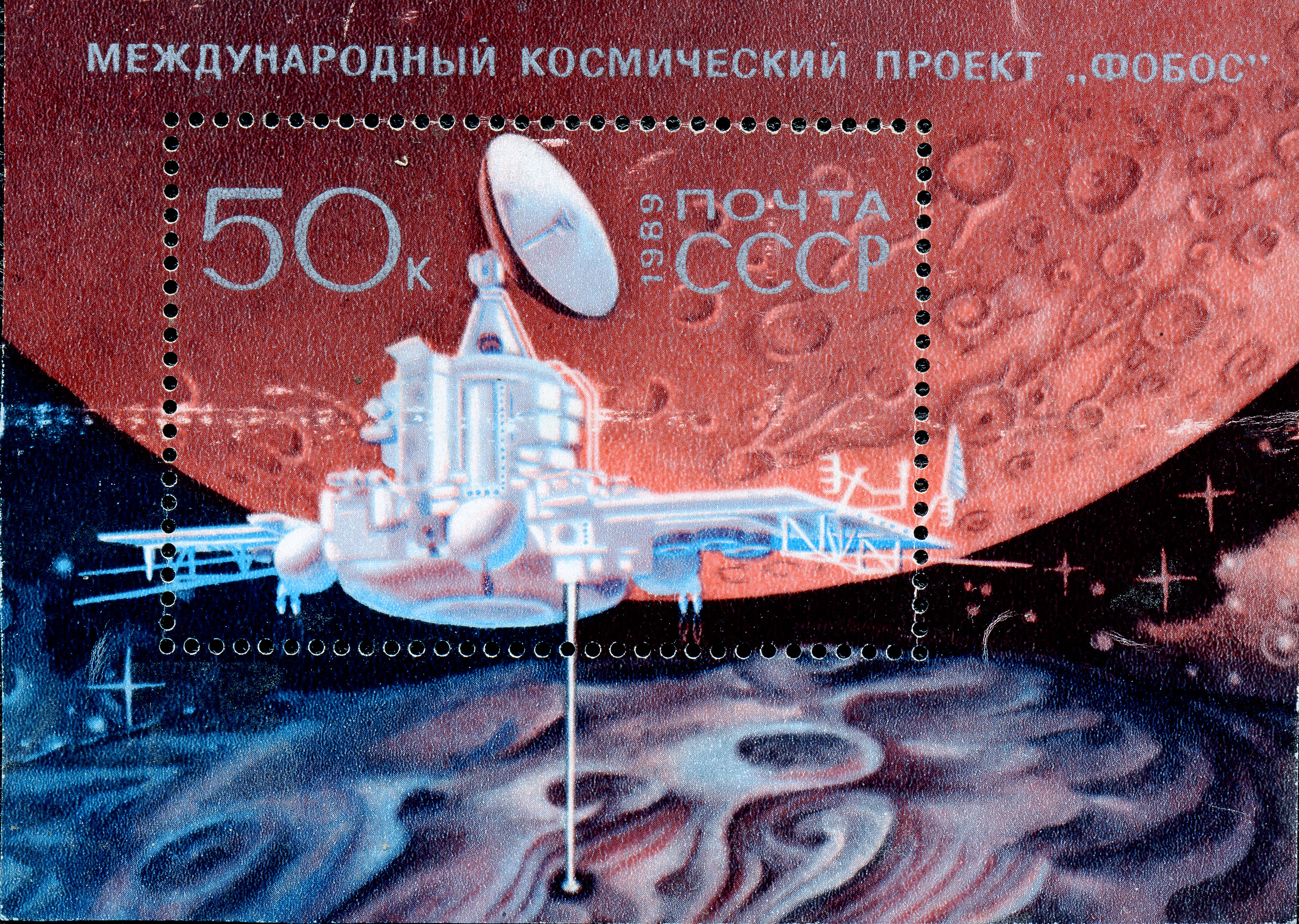
Sowjetische Briefmarke der Marssonde Fobos

Fobos 1 und Fobos 2 (russisch Фобос) waren zwei sowjetische Raumsonden aus dem Jahr 1988. Die Sonden sollten den Marsmond Phobos erkunden. Beide gingen jedoch verloren, bevor sie ihr Ziel erreichten.

## Mission
Ziel des Projekts war die Entsendung zweier Sonden in eine Marsumlaufbahn für etwa einen Monat. Danach sollten beide Orbiter den Marsmond Phobos ansteuern, ihn umkreisen und eine Landeeinheit sowie einen „Springer“ (nur Fobos 2) absetzen. Als Partner holte die Sowjetunion die (zu diesem Zeitpunkt noch rein westeuropäische) ESA mit ins Boot, ein Ausdruck der Perestroika unter Gorbatschow. Daneben war mit der DDR auch ein Ostblockstaat beteiligt.
Laut NASA waren die Missionsziele von Fobos 1 und Fobos 2:
1. Studien des interplanetaren Raums,
2. Sonnenbeobachtungen,
3. Untersuchung des Plasmas in der Umgebung des Mars,
4. Atmosphären- und Oberflächenuntersuchungen des Mars,
5. Untersuchung der Oberflächenzusammensetzung des Marsmonds Phobos.

## Verlauf

### Fobos 1
Am 7. Juli 1988 wurde Fobos 1 mit einer Trägerrakete des Typs Proton-K vom  Kosmodrom Baikonur aus gestartet, jedoch brach der Kontakt zu dieser Sonde bereits am 2. September 1988 ab.
Bei einer Kontaktaufnahme war einige Tage zuvor versehentlich ein Code übermittelt worden, der fälschlicherweise die Steuertriebwerke abschaltete. Da dadurch die Solarzellen nicht mehr zur Sonne ausgerichtet wurden, erschöpften sich die Batterien.

### Fobos 2
Die Schwestersonde Fobos 2 wurde am 12. Juli 1988 ebenfalls mit einer Proton-K von Baikonur aus gestartet und erreichte eine Marsumlaufbahn am 28. Januar 1989. Einige Daten und Bilder vom Mars wurden zur Erde übertragen, bevor die Sonde Phobos ansteuerte. Kurz vor dem Rendezvous brach der Kontakt am 27. März 1989 ab. Was blieb, waren die bis dahin gesammelten Messergebnisse und Detailaufnahmen von Phobos.
Fobos 2 war die letzte planetare Raumfahrtmission der Sowjetunion. Weitere geplante Missionen entfielen aufgrund des Umbruchs im Ostblock nach 1989.